# Mongolsko na letních olympijských hrách
Mongolsko na letních olympijských hrách startuje od roku 1964. Toto je přehled účastí, medailového zisku a vlajkonošů na dané sportovní události.

## Účast na Letních olympijských hrách
| Dějiště LOH            | LOH      | Vlajkonoš                                 | Zlatá medaile | Stříbrná medaile | Bronzová medaile | Celkem |
| ---------------------- | -------- | ----------------------------------------- | ------------- | ---------------- | ---------------- | ------ |
| 1964 Tokio             | LOH 1964 | Ch. Naydan                                |               |                  |                  | 0      |
| 1968 Ciudad de México  | LOH 1968 | Chorloogijn Bajanmönch                    |               | 1                | 3                | 4      |
| 1972 Mnichov           | LOH 1972 | Badzarragčágín Džamsran                   |               | 1                |                  | 1      |
| 1976 Montréal          | LOH 1976 | Dzevegín Ojdov                            |               | 1                |                  | 1      |
| 1980 Moskva            | LOH 1980 | Zevegiin Düvchin                          |               | 2                | 2                | 4      |
| 1984 Los Angeles       | 1984     |                                           |               |                  |                  | Ne     |
| 1988 Soul              | LOH 1988 | Badmáňambúgín Bat-Erdene                  |               |                  | 1                | 1      |
| 1992 Barcelona         | LOH 1992 | Badmáňambúgín Bat-Erdene                  |               |                  | 2                | 2      |
| 1996 Atlanta           | LOH 1996 | Dolgorsürengiin Sumyaabazar               |               |                  | 1                | 1      |
| 2000 Sydney            | LOH 2000 | Badmáňambúgín Bat-Erdene                  |               |                  |                  | 0      |
| 2004 Athény            | LOH 2004 | Damdinsürengín Ňamchű                     |               |                  | 1                | 1      |
| 2008 Peking            | LOH 2008 | Makhgalyn Bayarjavkhlan                   | 2             | 2                |                  | 4      |
| 2012 Londýn            | LOH 2012 | Ser-Od Bat-Ochir                          |               | 2                | 3                | 5      |
| 2016 Rio de Janeiro    | LOH 2016 | Battulgyn Teműlen                         |               | 1                | 1                | 2      |
| 2020 Tokio             | LOH 2020 | Onolbaatar Khulan Öldzíbajaryn Dűrenbajar |               | 1                | 3                | 4      |
| 2024 Paříž             | LOH 2024 |                                           |               |                  |                  | x      |
| Celkem                 | 14       |                                           | 2             | 11               | 17               | 30     |
| Zdroj na Olympedia.org |          |                                           |               |                  |                  |        |